# Wielka Zbójnicka Turnia
Wielka Zbójnicka Turnia (słow. Veľká Zbojnícka veža) – turnia znajdująca się w grani głównej Tatr Wysokich w ich słowackiej części. Wielka Zbójnicka Turnia stanowi najwyższą i najbardziej wysuniętą na wschód z trzech Zbójnickich Turni leżących w grani głównej. Od Pośredniej Zbójnickiej Turni na zachodzie oddzielona jest siodłem Wyżniej Zbójnickiej Szczerbiny, a od Małego Lodowego Szczytu na wschodzie oddziela ją Zbójnicka Ławka. Na wierzchołek Wielkiej Zbójnickiej Turni nie prowadzą żadne znakowane szlaki turystyczne, jest ona dostępna jedynie dla taterników.
Pierwszego wejścia turystycznego na wierzchołek Wielkiej Zbójnickiej Turni dokonano 29 sierpnia 1907 roku, a autorami jego byli Zygmunt Klemensiewicz i Roman Kordys.